# Wayside
Wayside: L'école sens dessus-dessous (ou simplement Wayside )est une série télévisée d'animation canadienne d'après le roman Sideways Stories of Wayside School de Louis Sachar, John Derevlany, coproduite par Nelvana avec la participation de Télétoon et Nickelodeon, et diffusée entre le 16 mars 2007 et le 15 janvier 2008 sur Teletoon, avec des rediffusions sur YTV et aux États-Unis depuis le 25 juin 2007 sur Nickelodeon.
Au Québec, la série a été diffusée à partir du 17 mars 2007 sur Télétoon, et rediffusa sur La Chaîne Disney. En France, le téléfilm pilote a été diffusé sur Télétoon, tandis la série a été diffusée sur Nickelodeon France, TF1, KidsCo et Netflix.

## Synopsis
Wayside est une école construite sur 30 étages, avec une classe pour chaque étage au lieu d'avoir les classes sur le même étage. Dans les livres, il y a 29 étages avec un étage qui est inhabité par l'imaginaire Mlle Zarves dans un fictif 19e étage. La série est centrée sur Todd, un nouvel élève de 14 ans qui essaie de s'adapter à sa nouvelle classe de l'école Wayside.

## Voix québécoises
- Todd : Sébastien Reding
- Mauricette : Aline Pinsonneault
- Myron : Hugolin Chevrette
- Dana : Catherine Trudeau
- Mme Bijou : Natalie Hamel-Roy
- Directeur Claquetminus : Denis Mercier
- Mme Beurk : Johanne Garneau
- Louis : François Godin
- Éric / Stéphane : Joël Legendre

Adaptation : Élizabeth Lesieur
Direction : Natalie Hamel-Roy
 Source et légende : version québécoise (VQ) sur Doublage.qc.ca

## Voix anglophones
- Mark Rendall
- Denise Oliver
- Jayne Eastwood
- Terry McGuinn
- Lisa Ng
- Martin Villafana
- Sergio Di Zio
- Kathy Najimy
- Julie Lemieux
- Kedar Brown
- Peter Oldring
- Emilie-Claire Barlow
- Megan Fahlenbock
- Sarah Gadon
- Christian Potenza
- Rick Jones
- John Stocker
- Robin Duke

## Personnages
- Todd: est le nouvel élève à l'école Wayside, timide et un peu rabat-joie. Todd n'aime rien et n'aime personne, mais peut se montrer quelquefois selon son humeur, un peu amusant et créatif. Il n'aime pas quand son institutrice l'envoie dans le bus des maternelles avant la fin des cours. Todd ne croit pas aux rumeurs farfelues que contient l'établissement. On apprend qu'il était orphelin, qui n'avait pas de famille. De plus, Todd a horreur que Mauricette lui donne de gros coups de poing.
- Mauricette : est la seule élève de l'école sachant faire du patin à roulettes. Sur elle, Mauricette a toujours ses patins dans ses pieds et un casque sur la tête accompagné d'une queue de cheval. Elle est amoureuse de Todd, en lui donnant des coups de poing au lieu de l'embrasser.
- Myron : est le plus gros et l'élève le moins intelligent de Wayside. Il veut devenir le président de classe et il a peur des interrupteurs.
- Dana : est l'élève la plus intelligente et la plus studieuse de Wayside. En plus d'adorer les livres, elle règle les problèmes des autres (notamment dans l'épisode Docteur Dana et Dana prend le large).
- Mlle Bijou : est l'institutrice de Todd, Mauricette, Dana et de Myron. C'est une prof amusante, dynamique et pas très sérieuse. Elle n'aime pas trop Todd, qu'elle trouve trop rabat-joie quand elle abuse en envoyant Todd au bus de la maternelle.
- Mlle Beurk : est la cuisinère de Wayside. Sa nourriture est dégoutante mais ne sait pas que sa bouffe n'est pas délicieuse. Malgré ça, elle sait comment faire des remèdes.
- M. Claqueminus : est le directeur de Wayside. Il est nerveux et déteste les gamins de l'école.
- Louis : est le concierge de Wayside.

## Épisodes

### Pilote (2005)
1. Wayside, l'école sens dessus dessous (Wayside, the Movie)

### Première saison (2007-2008)
1. Tire pas ma queue de cheval / Une vache qui a de la classe (Pull my pigtail/Class Cow)
2. Nos amis les bêtes / Joyeux Anniversaire, monsieur le directeur (Meet the Pets/Oh, Great Leader)
3. La super classe / Mon petit chou (Honors Class/Cabbage, My boy)
4. Mascotte en folie / Qui est le chat? (Mascot Madness/He Is It)
5. Meilleurs zzz'amis/Le roi de la maternelle (Best Friendzzz/Kindergarten King)
6. Jumeau contre jumeau / Classe d'immersion (Myron VS Normy/Age of Aquarium)
7. Télé-Claqueminus/L'ascenseur (Channel Kidswatter / The Elevator)
8. Todd a la grosse tête / Les racines de Dana (Mad Hot/Mamaland Blues)
9. Le directeur des directeurs / Évaluation de Bijou (Principle of Principals/Teacher's Parent Conference)
10. Parlez-moi d'armure / Madame Gorf (Rat in Shining Armor/Mrs. Gorf)
11. Todd Amoureux / Mme Beurk contre le Chef (Todd Falls in Love/French Fried alias Miss Mush VS Le Chef)
12. Musique nasale / Vœu tauromachique (Music Lessons/A Todd and Bull Story)
13. Retour en classe / Claqueminus hérissé (Louis gets some class/My fluffy hair)
14. Plus haut, plus fort, plus Myron / Un amour casse-gueule (My Partner Gets All The Credit/Daring Love)
15. Dana prend le large / Héros recherché (Dana Checks Out/My Biggest Fan)
16. Incertain lutin / Chaos organisateur (Be True to Your Elf/Sideways Protest)
17. Claqueminus: Le film / Démesures de sécurité (Kidswatter: The Movie/Safety Monitor)
18. Rebelle malgré lui / La classe de neige (Oh, Brother/Snow Day)
19. La vérité qui ronge / Tentacules à la sauce beurk (The Rat Truth/Free Stewy)
20. Astro-Myron / Noel à Wayside (Extra-Curricular Ridicular/Wayside Christmas)

### Deuxième saison (2008)
1. La course des courses / Pas tout à fait là (Le Race/Imperfect attendance)
2. L'Opus Claqueminus / Les trois Eric (Kiddswatter's opus/The three Eric)
3. L'avenir selon Mme Beurk / Un mot qui passe (Miss fortune/The note)
4. Le mythe de Nick / Dr Dana (Myth of Nick/Dr Dana)
5. Pas si vite / Joe et Compagnie (Slow Mo Mo / Joe 'n' Fro)
6. Jean sens dessus dessous / M. C perd la boule (Upside down John/The final stretch)